# 五箇山トンネル
五箇山トンネル（ごかやまトンネル）は、富山県南砺市にある国道304号のトンネル。このトンネルと梨谷トンネル・梨谷大橋の開通により、それまで難所・細尾峠に行く手を阻まれてきた五箇山地区と城端地区が通年で往来できるようになった。全長3072メートルは富山県の道路トンネルとしては第3位（2006年（平成18年）8月現在）である。

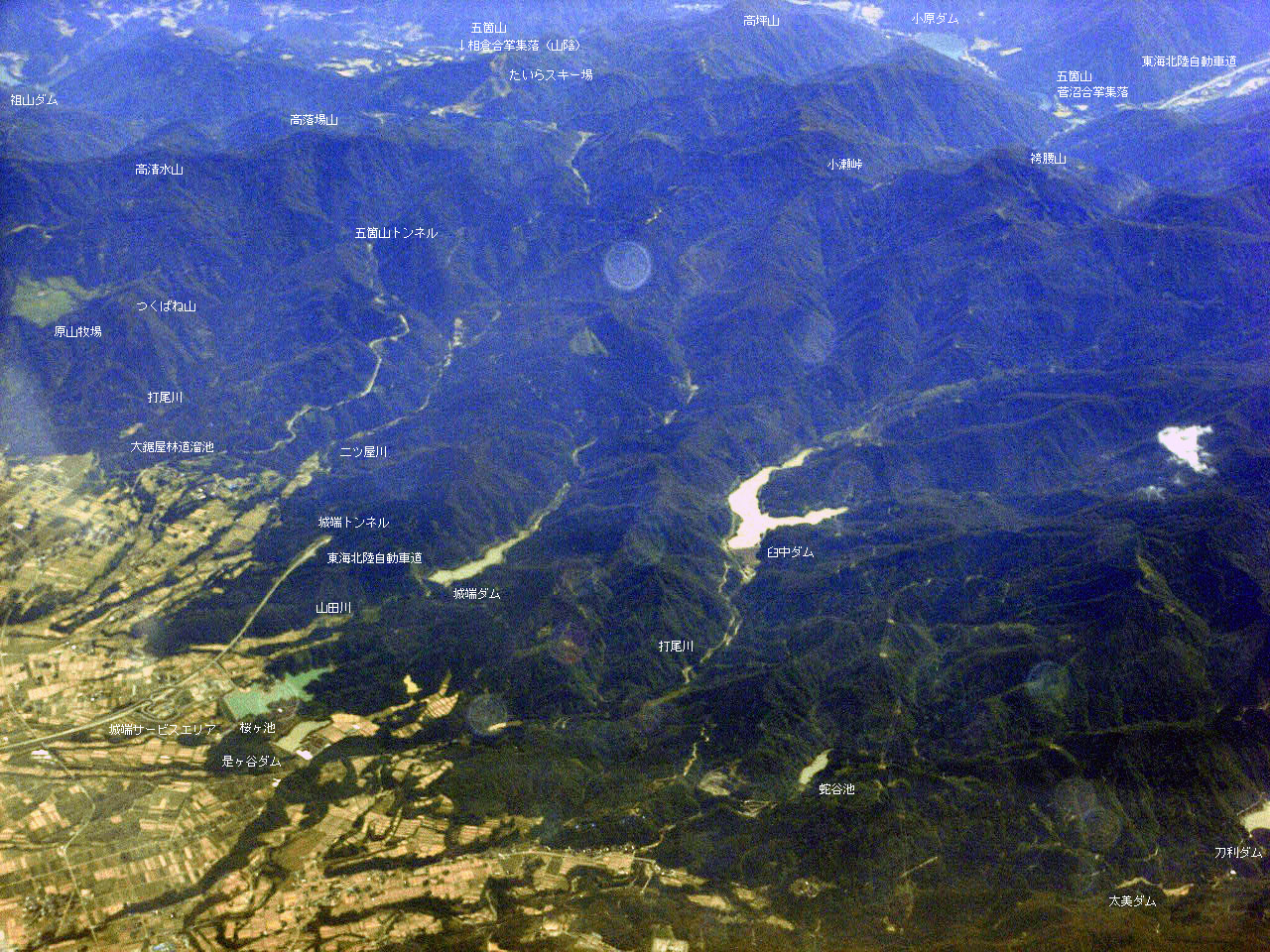
五箇山トンネル位置空撮（画像中央左上）

## 概要
第一トンネル（延長750m）と第二トンネル（延長2,173m）からなり、第一トンネルと第二トンネルは掩蓋工（延長149m）で結ばれ、総延長は3,072mである（完成当時は富山県内最長のトンネルであった）。

## 歴史

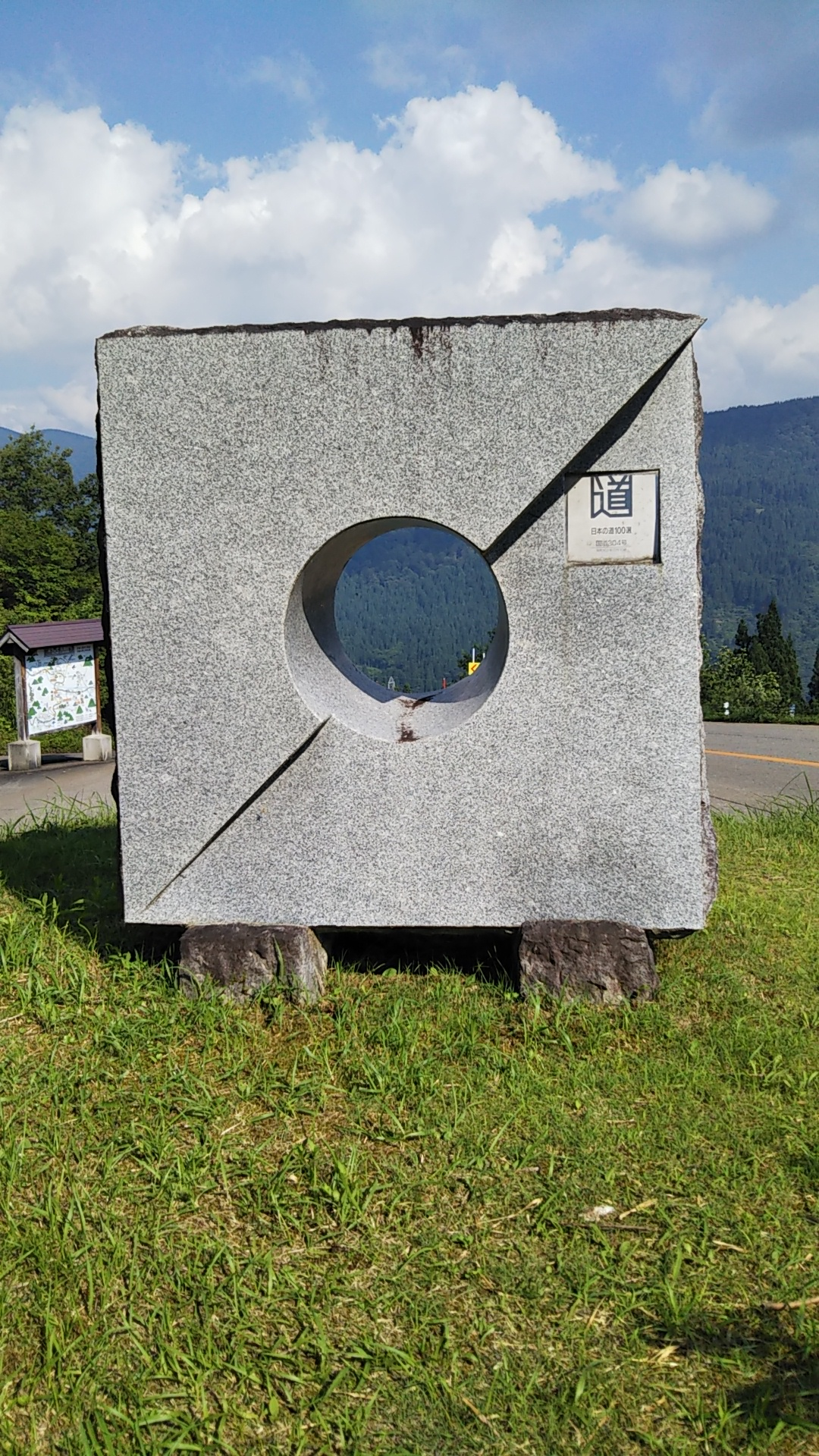
梨谷トンネル下梨側入口に立つ「日本の道100選」モニュメント。

藩政時代より生活物資が運ばれた旧五箇山街道で知られるが、積雪期の街道は高さ4 mも積もる雪の下に埋もれ、しばしば雪崩にも襲われた。「人喰谷（ひとくいだに）」「朴峠（ほうとうげ）」の区間は、急峻な斜面を開削してつくられた狭隘な道で、その道の厳しさは、民謡『五箇山追分』の一節にも表現されたように、五箇山の住民たちは城端の町へ出るために雪崩の恐怖におびえながら通行したといわれる。地元地域住民の国道昇格の熱意が叶って、1970年（昭和45年）にこの道が国道304号として国道昇格し、道路改良整備が進められることになった。1945年（昭和20年）2月17日にトンネル掘削の意見書が関係大臣に提出されて以降、地元住民の悲願であった「冬季間も途絶することのない道路のためにぜひともトンネルを」の思いは、国道昇格から9年後の1979年（昭和54年）に五箇山トンネルとして着工されることとなり、総事業費59億7000万円（当時）と5年の歳月をかけて、1984年（昭和59年）3月10日に五箇山トンネル（3070 m）を含む延長3350 mのバイパス道路が開通した。
この開通によって、城端町 - 平村間の国道304号の延長が24.5 kmから12.5 kmへと大幅に短縮され、冬季間の積雪時においても通行の安全が確保されたことから、地元住民の生活や地域産業の発展に大きく寄与することとなり、1987年（昭和62年）8月10日の道の日に、旧建設省と「道の日」実行委員会により制定された、「日本の道100選」の一つにも選定されている。

### 年表
- 1965年（昭和41年）
  - 4月 - 五箇山隧道に調査費900万円を計上[7]。
  - 8月6日 - 建設省（現・国土交通省）による現地調査が始まる[7]。
- 1966年（昭和41年）
  - 同年中 - 主要地方道城端平線の道路改修計画（五箇山トンネル含む延長16.54km、大鋸屋 - 貝座間）が決定[7]。
  - 8月8日 - 五箇山トンネル区間の一部（梨谷トンネル）の起工式[7][8]。
- 1970年（昭和45年） - 一般国道304号に昇格[4]。
- 1971年（昭和46年）10月5日 - 五箇山・梨谷トンネルの起工式[9]。
- 1973年（昭和48年）5月28日 - 梨谷トンネル開通[9]。
- 1974年（昭和49年）5月28日 - 梨谷トンネル竣工[10]。
- 1977年（昭和52年）6月 - ボーリング調査開始[11]。
- 1979年（昭和54年）10月26日 - 五箇山第一トンネル起工[4][11]。
- 1980年（昭和55年）
  - 6月13日 - 五箇山第一トンエルが予定より1ヵ月早く貫通[11]。
  - 7月29日 - 五箇山第二トンネル着工[11]。
- 1981年（昭和56年）
  - 8月4日 - 五箇山第二トンネルの起工式[12]。
  - 11月14日 - 五箇山第一トンネルとして、一部（740 m）開通[13]。
- 1982年（昭和57年）10月22日 - 第二トンネルが貫通し、貫通式を挙行[11]。
- 1984年（昭和59年）3月10日 - 五箇山トンネル開通[4]（同日午後より一般開放[14]）。
- 1985年（昭和60年）5月28日 - 五箇山トンネル完成記念モニュメントの除幕式[15]。
- 1987年（昭和62年）8月10日 - 「日本の道100選」に選定[6]。

## 地理
五箇山トンネルがある五箇山地方は、白山山系の標高1000 m級の急峻な山岳地帯にあり、トンネル開通以前は平野部と隔絶された地域であったため、独自の文化と風俗が培われてきた地であった。平家の落人集落の伝説がある地でもあり、江戸時代は加賀藩によって火薬の原料となる煙硝の生産地であった。世界文化遺産に登録された相倉合掌造り集落や、「こきりこ節」「麦屋節」などの民謡民舞が生まれるなど独自の文化があるところとして、全国的にも知られる。